# Lijst van Bundesliga-transfers winter 2013/14
Dit is een lijst van transfers uit de Duitse Bundesliga in de winter in het seizoen 2013/14. Hierin staan alleen transfers die clubs uit de Bundesliga hebben voltooid.
De transferperiode duurt van 1 januari 2014 tot en met 31 januari. Deals mogen op elk moment van het jaar gesloten worden, maar de transfers zelf mogen pas in de transferperiodes plaatsvinden. Transfervrije spelers (spelers zonder club) mogen op elk moment van het jaar gestrikt worden.
| Speler                 | Nationaliteit | Oude club           | Nieuwe club            | Extra        |
| ---------------------- | ------------- | ------------------- | ---------------------- | ------------ |
| Luis Advíncula         | Peru          | 1899 Hoffenheim     | Sporting Cristal       | verhuurd     |
| Marvin Bakalorz        | Duitsland     | Eintracht Frankfurt | SC Paderborn           | verhuurd     |
| Florian Ballas         | Duitsland     | Hannover 96         | 1. FC Saarbrücken      | verhuurd     |
| Guilherme Biteco       | Brazilië      | Grêmio              | 1899 Hoffenheim        | was verhuurd |
| Julian Brandt          | Duitsland     | VfL Wolfsburg       | Bayer Leverkusen       |              |
| Garra Dembélé          | Mali          | Wuhan Zall          | SC Freiburg            | was verhuurd |
| Chinedu Ede            | Duitsland     | 1. FSV Mainz 05     | 1. FC Kaiserslautern   | verhuurd     |
| Alexander Esswein      | Duitsland     | 1. FC Nürnberg      | FC Augsburg            |              |
| Fágner                 | Brazilië      | Vasco da Gama       | VfL Wolfsburg          | was verhuurd |
| Mathias Fetsch         | Duitsland     | FC Augsburg         | Energie Cottbus        | verhuurd     |
| França                 | Brazilië      | Hannover 96         | SE Palmeiras           | verhuurd     |
| Vincenzo Grifo         | Duitsland     | 1899 Hoffenheim     | Dynamo Dresden         | verhuurd     |
| Jiloan Hamad           | Zweden        | Malmö FF            | 1899 Hoffenheim        |              |
| Rune Jarstein          | Noorwegen     | Viking FK           | Hertha BSC             |              |
| Jan Kirchhoff          | Duitsland     | Bayern München      | Schalke 04             | verhuurd     |
| Dario Krešić           | Kroatië       | Lokomotiv Moskou    | 1. FSV Mainz 05        |              |
| Alexander Madlung      | Duitsland     | clubloos            | Eintracht Frankfurt    |              |
| Junior Malanda         | België        | Zulte Waregem       | VfL Wolfsburg          |              |
| Todor Nedelev          | Bulgarije     | Botev Plovdiv       | 1. FSV Mainz 05        |              |
| Håvard Nielsen         | Noorwegen     | Red Bull Salzburg   | Eintracht Braunschweig | verhuurd     |
| Ondřej Petrák          | Tsjechië      | Slavia Praag        | 1. FC Nürnberg         |              |
| Júnior Ponce           | Peru          | Alianza Lima        | 1899 Hoffenheim        | was verhuurd |
| Seung-Woo Ryu          | Zuid-Korea    | Jeju United         | Bayer Leverkusen       | verhuurd     |
| Tunay Torun            | Turkije       | VfB Stuttgart       | Kasımpaşa SK           |              |
| Tom Trybull            | Duitsland     | Werder Bremen       | FC St. Pauli           |              |
| Panagiotis Vlachodimos | Griekenland   | FC Augsburg         | Olympiakos             | was verhuurd |
| Tobias Weis            | Duitsland     | 1899 Hoffenheim     | Eintracht Frankfurt    | verhuurd     |

Laatst geüpdatet op 10 januari 2014